# 포아 (옴진리교)
옴진리교에서 포아(일본어: ポア)는 아사하라 쇼코가 자신이 관여한 살인 행위를, 그 피해자가 자신의 악업에 의해 지옥으로 떨어지는 것을 막고 더 높은 세계로 환생시키기 위함이라고 사용한 용어다. 티베트어에서 ‘포와’라는 말 자체에는 ‘살인’의 의미가 없으나, 후기 밀교의 일부에는 자비를 위해 다른 사람을 죽이고 극락정토 등으로 의식을 전환시키는 사상도 있다.